# Vaux-Marquenneville
Pour les articles homonymes, voir Vaux.
Vaux-Marquenneville est une commune française située dans le département de la Somme, en région Hauts-de-France.
Depuis le juillet 2020, la commune fait partie du parc naturel régional Baie de Somme - Picardie maritime.
Par son nombre d'habitants, c'est la plus petite commune du canton de Hallencourt.

## Géographie

### Localisation
Vaux-Marquenneville est un village picard du Vimeu.
À vol d'oiseau, la localité est située à 4 km au nord de Oisemont, 14 km au sud d'Abbeville et à 38 km au nord-ouest d'Amiens.
Le territoire de la commune est limitrophe de ceux de six communes.
Les communes limitrophes sont  Citerne, Doudelainville, Fresnes-Tilloloy, Frucourt, Limeux et Neuville-au-Bois.

### Données climatiques
Voici les données climatiques comparatives de Vaux-Marquenneville avec d'autres villes françaises caractéristiques.
| Ville               | Ensoleillement · (h/an) | Pluie · (mm/an) | Neige · (j/an) | Orage · (j/an) | Brouillard · (j/an) |
| ------------------- | ----------------------- | --------------- | -------------- | -------------- | ------------------- |
| Médiane nationale   | 1 852                   | 835             | 16             | 25             | 50                  |
| Vaux-marquenneville | 1638                    | 732             | 17             | 19             | 69                  |
| Paris               | 1 717                   | 634             | 13             | 20             | 26                  |
| Nice                | 2 760                   | 791             | 1              | 28             | 2                   |
| Strasbourg          | 1 747                   | 636             | 26             | 28             | 69                  |
| Brest               | 1 555                   | 1 230           | 6              | 12             | 78                  |
| Bordeaux            | 2 070                   | 987             | 3              | 32             | 78                  |

### Hydrographie
La commune est située dans le bassin Artois-Picardie. Elle n'est drainée par aucun cours d'eau.

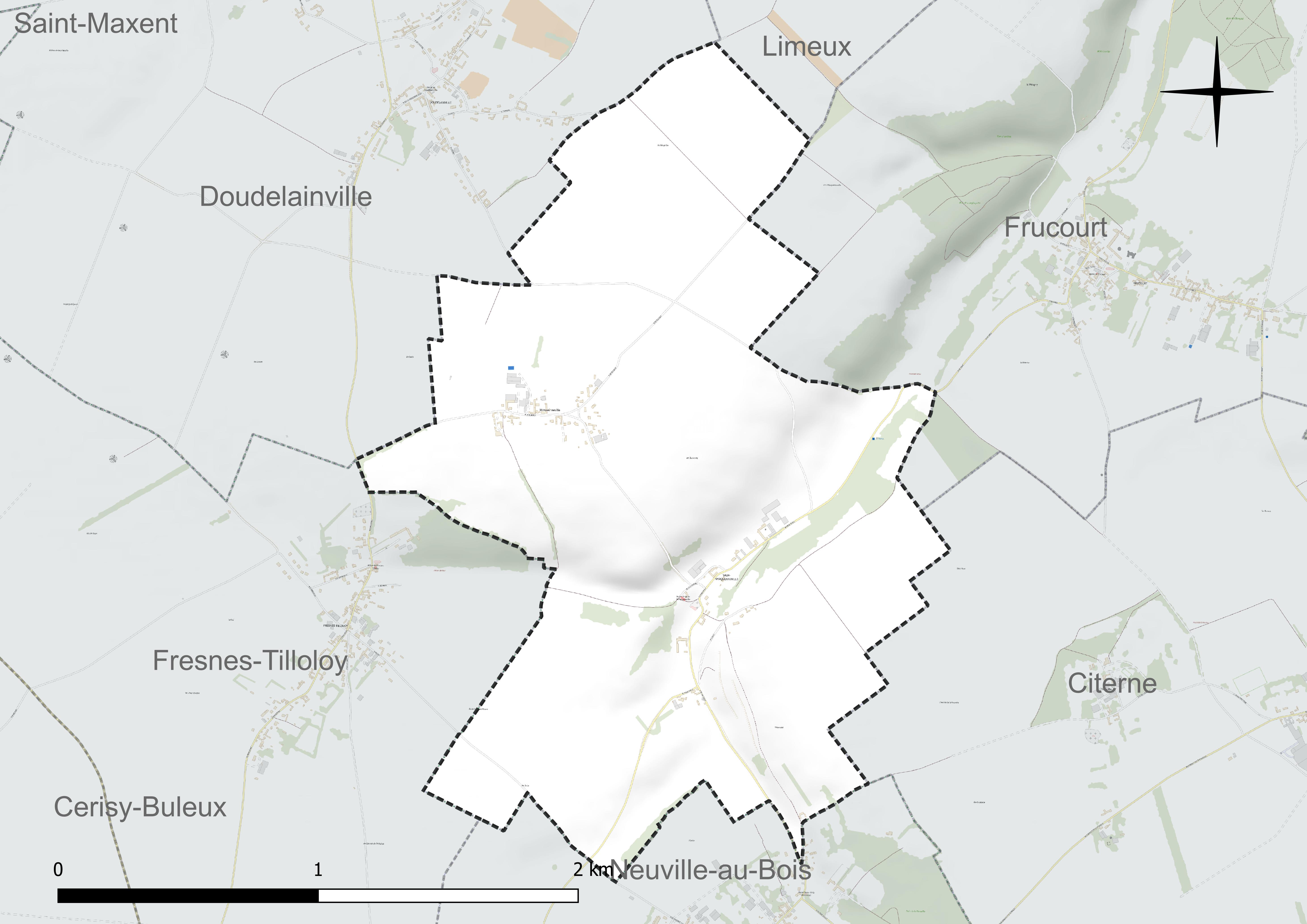
Réseau hydrographique de Vaux-Marquenneville.

### Climat
Pour des articles plus généraux, voir Climat des Hauts-de-France et Climat de la Somme.
En 2010, le climat de la commune est de type climat océanique franc, selon une étude du CNRS s'appuyant sur une série de données couvrant la période 1971-2000. En 2020, Météo-France publie une typologie des climats de la France métropolitaine dans laquelle la commune est exposée à un climat océanique et est dans la région climatique Côtes de la Manche orientale, caractérisée par un faible ensoleillement (1 550 h/an) ; forte humidité de l'air (plus de 20 h/jour avec humidité relative > 80 % en hiver), vents forts fréquents.
Pour la période 1971-2000, la température annuelle moyenne est de 10,3 °C, avec une amplitude thermique annuelle de 13,3 °C. Le cumul annuel moyen de précipitations est de 791 mm, avec 12,1 jours de précipitations en janvier et 8,4 jours en juillet. Pour la période 1991-2020, la température moyenne annuelle observée sur la station météorologique la plus proche, située sur la commune d'Oisemont à 3 km à vol d'oiseau, est de 11,1 °C et le cumul annuel moyen de précipitations est de 801,4 mm,. Pour l'avenir, les paramètres climatiques de la commune estimés pour 2050 selon différents scénarios d'émission de gaz à effet de serre sont consultables sur un site dédié publié par Météo-France en novembre 2022.
| Mois                                  | jan.             | fév.            | mars          | avril         | mai             | juin           | jui.          | août           | sep.          | oct.            | nov.            | déc.             | année      |
| ------------------------------------- | ---------------- | --------------- | ------------- | ------------- | --------------- | -------------- | ------------- | -------------- | ------------- | --------------- | --------------- | ---------------- | ---------- |
| Température minimale moyenne (°C)     | 1,9              | 1,9             | 3,7           | 5,2           | 8,3             | 11,3           | 13,4          | 13,5           | 11            | 8,4             | 5,1             | 2,6              | 7,2        |
| Température moyenne (°C)              | 4,4              | 4,8             | 7,4           | 10            | 13,2            | 16,1           | 18,3          | 18,4           | 15,5          | 12              | 7,8             | 5                | 11,1       |
| Température maximale moyenne (°C)     | 6,9              | 7,7             | 11,2          | 14,8          | 18              | 21             | 23,2          | 23,3           | 20,1          | 15,5            | 10,5            | 7,3              | 15         |
| Record de froid (°C) date du record   | −12,7 01.01.1997 | −13 07.02.1991  | −8,8 04.03.05 | −4 08.04.03   | −0,9 05.05.1996 | 2,2 02.06.1991 | 6 07.07.1996  | 5,9 25.08.1993 | 2,6 30.09.18  | −4,9 29.10.1997 | −8,4 30.11.1989 | −13,2 29.12.1996 | −13,2 1996 |
| Record de chaleur (°C) date du record | 15,6 01.01.22    | 18,7 15.02.1998 | 24,8 31.03.21 | 27,6 19.04.18 | 31,7 27.05.05   | 36,4 18.06.22  | 41,4 25.07.19 | 38 10.08.03    | 34,2 10.09.23 | 29,1 01.10.11   | 20,9 07.11.15   | 16,1 31.12.22    | 41,4 2019  |
| Précipitations (mm)                   | 67,8             | 59,4            | 58,2          | 49,3          | 63,4            | 57,5           | 60            | 72             | 63,6          | 72,7            | 80,9            | 96,6             | 801,4      |

## Urbanisme

### Typologie
Au 1er janvier 2024, Vaux-Marquenneville est catégorisée commune rurale à habitat dispersé, selon la nouvelle grille communale de densité à sept niveaux définie par l'Insee en 2022.
Elle est située hors unité urbaine. Par ailleurs la commune fait partie de l'aire d'attraction d'Abbeville, dont elle est une commune de la couronne,. Cette aire, qui regroupe 73 communes, est catégorisée dans les aires de 50 000 à moins de 200 000 habitants,.

### Occupation des sols
L'occupation des sols de la commune, telle qu'elle ressort de la base de données européenne d'occupation biophysique des sols Corine Land Cover (CLC), est marquée par l'importance des territoires agricoles (99,6 % en 2018), une proportion identique à celle de 1990 (99,6 %). La répartition détaillée en 2018 est la suivante : 
terres arables (74,5 %), zones agricoles hétérogènes (22,3 %), prairies (2,8 %), zones urbanisées (0,3 %). L'évolution de l'occupation des sols de la commune et de ses infrastructures peut être observée sur les différentes représentations cartographiques du territoire : la carte de Cassini (XVIIIe siècle), la carte d'état-major (1820-1866) et les cartes ou photos aériennes de l'IGN pour la période actuelle (1950 à aujourd'hui).

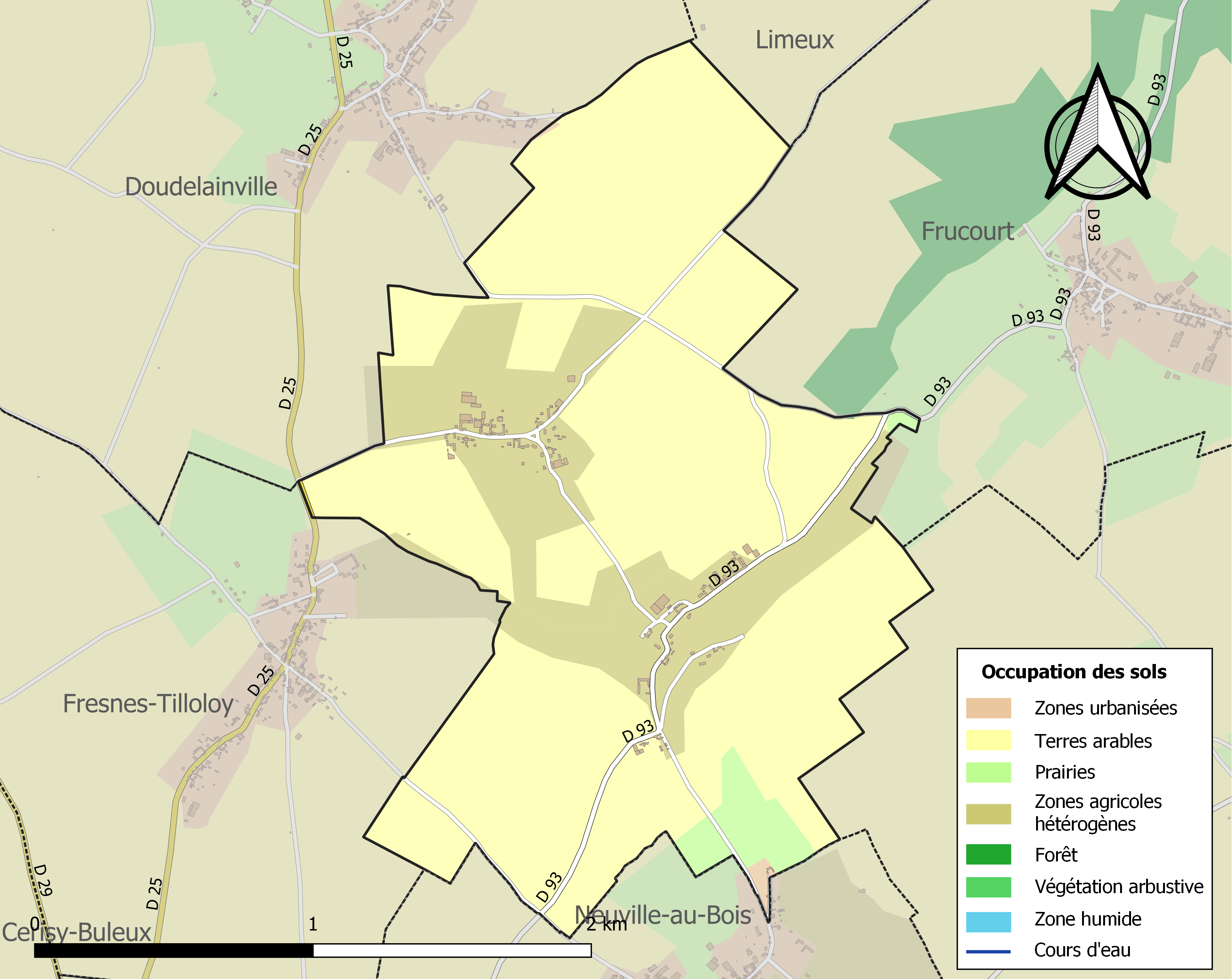
Carte des infrastructures et de l'occupation des sols de la commune en 2018 (CLC).

### Lieux-dits, hameaux et écarts
- Lieux-dits situés sur la carte[18] :

Au Bois de Longue Attente, Au Bois Renard, Au Moulin de Vau, Au Sentier d'Oisemont, Au bout des Vingt, Au Rideau Mont Rôti, Bois de Fresne, Derrière le Bosquet, Fond du Bois de Frand Beaudet, la Fosse à Précheux, le Pinche au Vast, les Côtes, la Grande Borne, l'Homelet, les Treize à l'Épine, les Seize, les Dix-Sept, les Vingt, les Quarante.
- Non repris sur la carte :

Au Blanc Terroir, Au Chemin de Limeux, Au Chemin de Chasses Marées, Crocquefève, la Maie, la Moët, la Ruelle, le Pré Bouly, les Riez, Vers Vaux, les Vingt-Six.

### Voies de communication et transports
Vaux est traversée du sud au nord par la route départementale RD 93 entre Oisemont et Frucourt (direction Abbeville), et du sud-est au nord-ouest par la RD 53 E venant de Neuville-au-Bois (direction Airaines) et la route de Fresnes-Tilloloy.

## Toponymie

### Différentes écritures au cours des siècles
Vaux est attesté sous les formes : 1166  Vaux, 1557 Vaulx, 1757 Vaux.

Issu du mot « Val » qui signifie ravin, vallée ou vallon.
Marquenneville est attesté sous les formes : 1284 Marquienvilla, 1301 Marchaigneville, 1312 Markaigneville, 1340 Markainneville, 1388 Marquenneville.

Composé du mot latin villa (domaine) et du prénom Marca, ce qui signifierait : « le domaine de Marca ».
- Comme son nom l'indique, le village de Vaux est situé dans une petite vallée. Celui de Marquenneville est par contre établi sur un terrain bien plus plat.

## Histoire

### DuMoyen Âgeà laRévolution
- Les templiers étaient établis dans la commune de Oisemont et Vaux aurait été une « ferme des templiers »[22].

Le premier seigneur connu avec certitude est Pierre de Vaux, écuyer en 1370. En 1490, un autre Pierre de Vaux, sans doute arrière-arrière petit-fils du précédent, transmet la seigneurie à Jean du Marquais. Ce dernier transmet aux De Riencourt qui furent seigneurs du lieu de 1527 à la Révolution.
- Seigneuries : la seigneurie de Vaux appartint donc à la famille de Riencourt[22].

### De laRévolutionà1938
- Jusqu'en 1789, La seigneurie de Vaux relèvera de la châtellenie de Bailleul, appartiendra à l'élection d'Amiens, puis la commune dépendra du royaume de France.
- 1790 vient la gestion par le département de la Somme.
- 1793 (an II), la commune se nomme toujours Vaux, puis intègre les districts d'Abbeville et le canton de Saint-Maxent.
- Vers 1801, devient municipalité de Vaux-Marquenneville (inscrit au Bulletin des lois de 1801), ceci est dû à la fusion avec le village voisin de Marquenneville, intègre le canton d'Hallencourt et fait partie de l'arrondissement d'Abbeville[26].

### De laSeconde Guerre mondialeà nos jours
Extraits de la Section Patrimoine CIS no 10 et no 14 de la communauté de communes  d'Hallencourt.
- Occupation allemande : le village fut occupé, comme une grande partie des villages aux alentours, par l'armée allemande et en 1943 commencent les travaux d'une rampe de V1 et d'une DCA sur la Montagne (Marquenneville).
- La Résistance : 
  - Pas de grands faits marquants mais on a ouï dire que lors de la construction de la rampe de V1 certains rajoutaient du purin dans le ciment au lieu d'eau.
  - Un déserteur de l'armée allemande se cacha dans un hangar, sous un tas de blé. Après des recherches infructueuses par l'occupant, le soldat, après soins et avec l'aide de la Résistance, réussit à quitter la France, pour regagner l'Espagne et à retourner chez les siens.
  - Destruction des rampes V1 : en juin 1944, par le Squadron 485[29] lors de l'opération RAMROD 904[30], le bombardement dura 1 h 30 (de 15 h 45 à 17 h 15).
- La Libération :  le village fut traversé par des chars canadiens (sans autres renseignements).
  - Citation : Vaux-Marquenneville reçut la Croix de guerre avec étoile de bronze par le secrétaire d'État aux Armées qui cita : « Courageux village, fortement détruit au cours de la guerre 1939-1945, s'est remis avec foi et ardeur au travail ».

### Dans lesannées 1950[31]
- Réquisition des chandeliers de l'église pour l'éclairage d'un bal.
- Un habitant, essayant le cercueil qu'il venait de se fabriquer, se retrouve bloqué dedans.

## Politique et administration

### Liste des maires
| Période | Période                   | Identité              | Étiquette | Qualité                        |
| ------- | ------------------------- | --------------------- | --------- | ------------------------------ |
| 1945    | 1971                      | Lucien Blanchart      |           |                                |
| 1971    | 1977                      | Gérard Routier        |           |                                |
| 1977    | 2008                      | Paul Boutroy          |           |                                |
| 2008    | 2009                      | Alain Christophe      |           |                                |
| 2009    | En cours (au 28 mai 2020) | Jean-François Langlet | DVG       | Réélu pour le mandat 2020-2026 |

## Population et société

### Démographie
L'évolution du nombre d'habitants est connue à travers les recensements de la population effectués dans la commune depuis 1793. Pour les communes de moins de 10 000 habitants, une enquête de recensement portant sur toute la population est réalisée tous les cinq ans, les populations de référence des années intermédiaires étant quant à elles estimées par interpolation ou extrapolation. Pour la commune, le premier recensement exhaustif entrant dans le cadre du nouveau dispositif a été réalisé en 2005.

En 2022, la commune comptait 80 habitants, en évolution de −6,98 % par rapport à 2016 (Somme : −1,26 %, France hors Mayotte : +2,11 %).
| 1793 | 1800 | 1806 | 1821 | 1831 | 1836 | 1841 | 1846 | 1851 |
| ---- | ---- | ---- | ---- | ---- | ---- | ---- | ---- | ---- |
| 199  | 175  | 226  | 224  | 226  | 206  | 213  | 225  | 197  |

| 1856 | 1861 | 1866 | 1872 | 1876 | 1881 | 1886 | 1891 | 1896 |
| ---- | ---- | ---- | ---- | ---- | ---- | ---- | ---- | ---- |
| 184  | 182  | 171  | 162  | 164  | 155  | 146  | 137  | 144  |

| 1901 | 1906 | 1911 | 1921 | 1926 | 1931 | 1936 | 1946 | 1954 |
| ---- | ---- | ---- | ---- | ---- | ---- | ---- | ---- | ---- |
| 140  | 133  | 123  | 124  | 108  | 114  | 117  | 83   | 98   |

| 1962 | 1968 | 1975 | 1982 | 1990 | 1999 | 2005 | 2006 | 2010 |
| ---- | ---- | ---- | ---- | ---- | ---- | ---- | ---- | ---- |
| 74   | 78   | 75   | 62   | 72   | 67   | 81   | 78   | 77   |

| 2015 | 2020 | 2022 | - | - | - | - | - | - |
| ---- | ---- | ---- | - | - | - | - | - | - |
| 86   | 82   | 80   | - | - | - | - | - | - |

### Gentilé
- Les habitants de Vaux-Marquenneville se nomment les Vallois et les Valloises.
- Les villages voisins les surnommaient Chés accroupis[37], petit sobriquet, aussi appelé « Blason » (sans correspondance avec l'art héraldique), qui serait dû à la position accroupie d'une statue se trouvant dans l'église.

### Enseignement
En matière d'enseignement primaire, les communes de Doudelainville, Vaux-Marquenneville, Citerne, Huppy et Frucourt sont associées au sein d'un regroupement pédagogique concentré (RPC) dont le siège est à Huppy.

### Vie quotidienne

#### Fêtes locale et patronale
- La fête patronale se déroule le troisième dimanche de juin.
- Le soir du 13 juillet se passe une retraite aux flambeaux suivi du feu d'artifice puis le 14-Juillet un repas champêtre est organisé entre les gens de la commune.
- Toutes les commémorations aux souvenirs y sont aussi célébrées.

#### École-mairie[39]
- 1834 : le presbytère sert d'école et de logement communal. Le salaire annuel de l'instituteur est de 200 francs.
- 1838-1855 : réfection de l'école.
- 1861 : séparation des garçons et des filles par une cloison.
- 1873 : effondrement de la façade ouest et d'une partie du toit.
- 1876 : instauration de la bibliothèque scolaire et municipale.
- 1883 : instauration de la Caisse des Écoles.
- 1889-1890 : construction de la nouvelle école mixte (aujourd'hui mairie).
- Depuis les années 1960, l'école ne fait plus fonction, mais le bâtiment fait toujours office de mairie  et est en réfection depuis 2007.

#### Gendarmerie
Vaux-Marquenneville dépend de la brigade territoriale de proximité d'Hallencourt.

#### Internet
La partie du village anciennement Vaux est connectée à l'ADSL et la partie Marquenneville est toujours en bas débit.

### Économie
- L'activité principale du village est fondée sur l'élevage et la polyculture.
- La gestion de l'eau est gérée par le S.I.A.E.P de Frucourt[41].
- La desserte en électricité est gérée par le S.I.E.R du Sud-Vimeu[42].
- Le tri sélectif et les ordures ménagères sont gérés par le S.I.R.O.M des Sept-Cantons[43].

### Politique
Élections présidentielles, résultats des deuxièmes tours
- Présidentielle de 2007 résultats du second tour[44] : 81,97 % pour M. Nicolas Sarkozy (UMP), 18,03 % pour Mme Ségolène Royal (PS), 92,54 % de participation.
- Présidentielle de 2002, résultat du second tour[45]: 72,5 % pour Jacques Chirac  (RPR), 27,5 % pour Jean-Marie Le Pen (FN), 93,1 % de participation.

Élections législatives, résultats des deuxièmes tours
- Législative de 2007, résultats du second tour[46] : 82,46 % pour M. Jérôme Bignon (UMP), 17,54 % pour M. Vincent Peillon (PS).
- Élection législative de 2002, résultat du second tour[47] : 76 % pour M. Jérôme Bignon (UMP), 24 % pour M. Vincent Peillon (PS), 96,15 % de participation.

Élections cantonales, résultat des deuxièmes tours
- Élections cantonales 2008[48] : 75,86 % pour Patrick Poliautre (M-NC), 24,16 % pour Claude  Jacob (COM), 92,06 % de participation.

Élection municipale
- Élection municipale de 2008, meilleurs scores[49] :
  - 1er tour : Hubert Blanchart : 30 voix.
  - 2e tour :  Gérard Routier et Jean-François Langlet : 31 voix.

### Divers
Dans ce petit village, on trouve encore trace d'un vieux panneau directionnel comme celui se trouvant sur la route départementale RD 93.

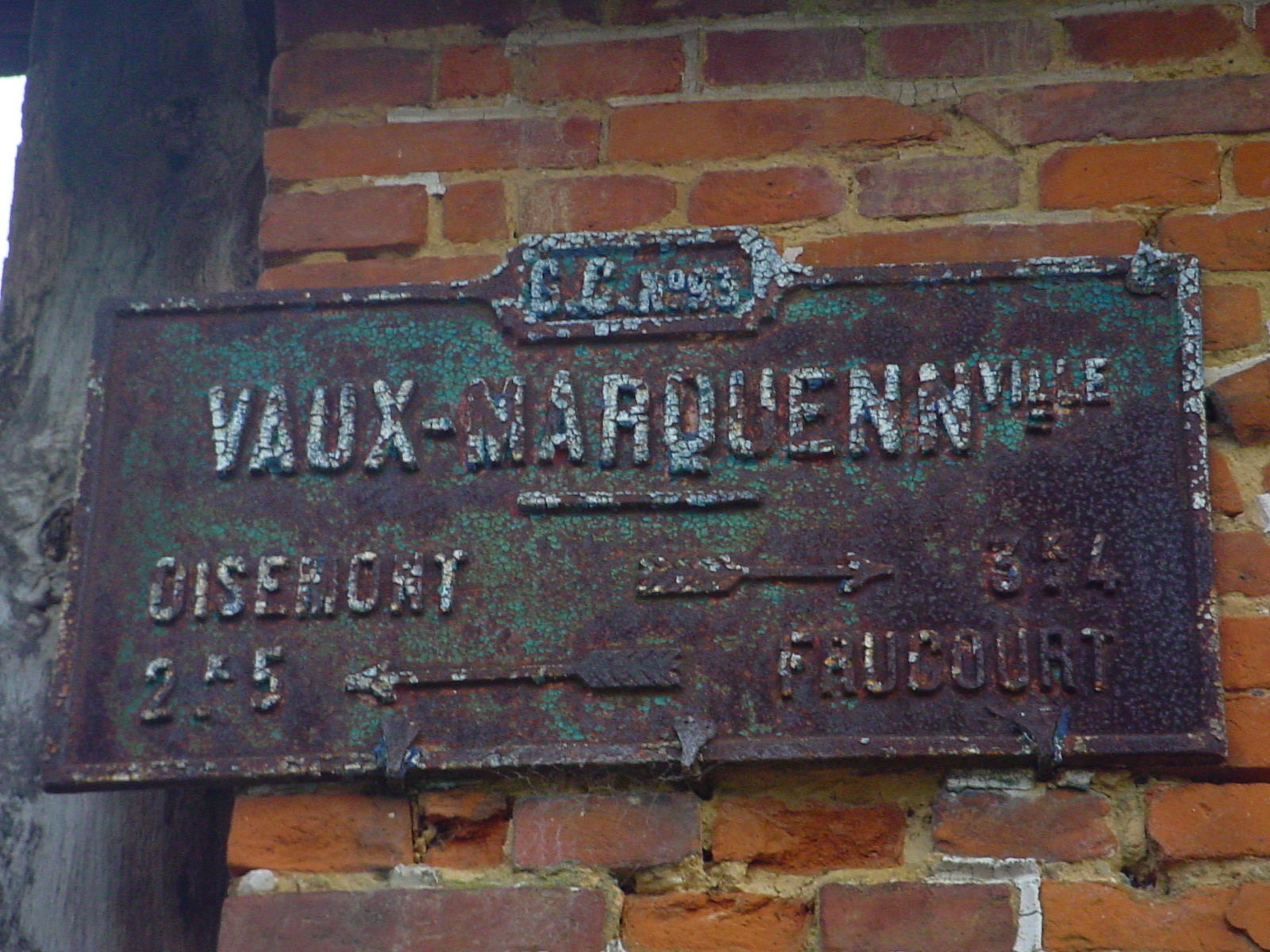
Ancien panneau directionnel de Vaux-Marquenneville (direction Oisemont-Frucourt).

## Culture locale et patrimoine

### Lieux et monuments

#### L'église et son cimetière
- L'église de l'Assomption-de-la -Sainte-Vierge date du XVIe siècle[50]. À l'intérieur se trouve une sépulture de la famille de Riencourt[22].
- Le monument aux morts[51] se situe sur la gauche de l'entrée du cimetière de l'église.
- Le calvaire est situé au centre de la rue principale. On dit que c'est une  croix monumentale.

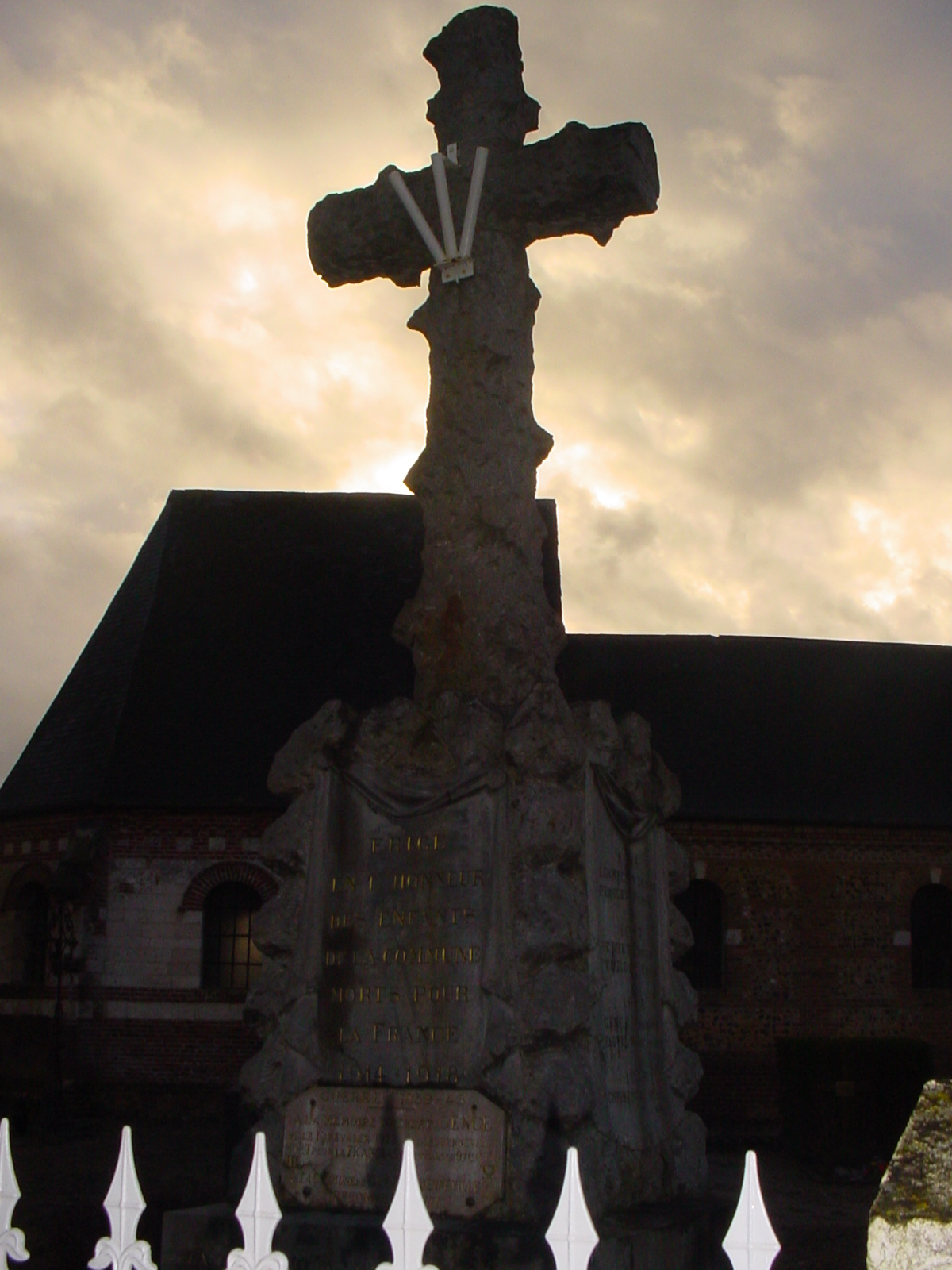
Le monument aux morts.
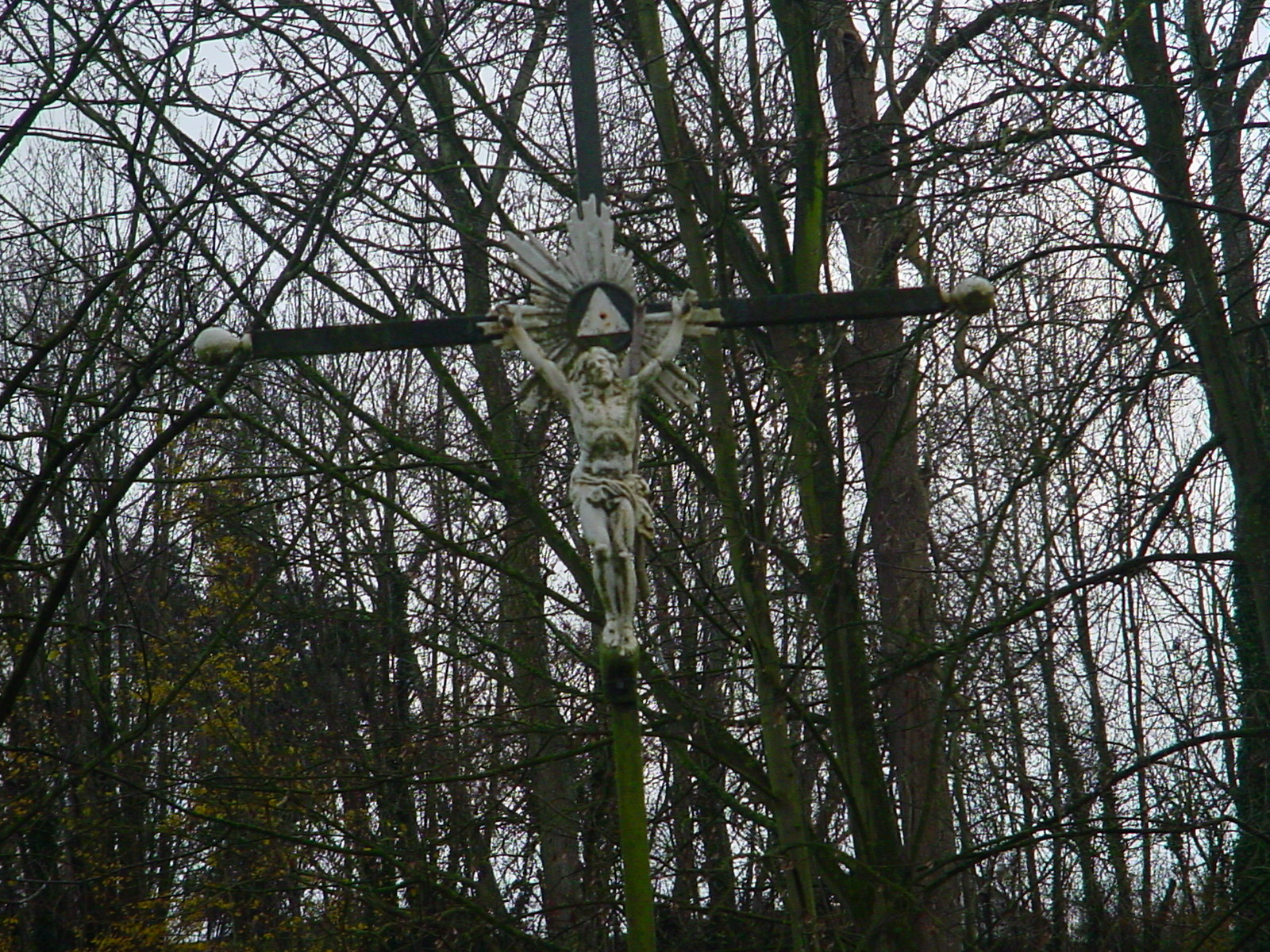
Le calvaire.

#### Manoir
Manoir devenu ferme dont le corps de logis et le pigeonnier datent du XVIIe siècle.
Un autre pigeonnier/colombier qui daterait de la même période se trouve dans une autre ferme du village.

#### Soldats inscrits au monument aux morts
Soldats morts au champ d'honneur, inscrits au monument aux morts.

### Héraldique
D'argent aux trois têtes de maure de sable, tortillées du champ,.

### Personnalités liées à la commune
- Alexandrine Jeanne Marie De Riencourt[55] : 16/11/1789 (Amiens) - 12/05/1872 (Kientzheim).

Fille du Comte François Ferdinand de Riencourt (dernier seigneur de Vaux), elle fonda en 1842 la congrégation du Sacré-Cœur en Angleterre.